# Aljena Neŭmjaržyckaja
Aljena Neŭmjaržyckaja (bělorusky Алена Данілюк-Неўмяржыцкая, rusky Елена Владимировна Невмержицкая * 27. července 1980
Valaŭsk, Jelský rajón, Běloruská SSR, dnes Bělorusko) je běloruská atletka, sprinterka, bronzová medailistka z Mistrovství světa 2005 a Mistrovství Evropy 2006 ve štafetě na 4 × 100 metrů.

## Úspěchy
- Bronzová medaile na Mistrovství světa 2005 ve štafetě na 4 × 100 metrů — spolu s Julijí Něstěrenkovou, Natalií Sologubovou a Oksanou Dragunovou
- Bronzová medaile na Mistrovství Evropy 2006 ve štafetě na 4 × 100 metrů
- 5. místo na olympijských hrách 2004 ve štafetě na 4 × 100 metrů
- Finalistka na Mistrovství Evropy 2005 v běhu na 60 m
- Mistryně Běloruska z roku 2006